# František Treybal
František Treybal (24 de desembre de 1882 – 5 d'octubre de 1947, Praga) fou un mestre d'escacs txec. Era el germà gran de Karel Treybal.

## Resultats destacats en competició
El 1907 va guanyar el II Campionat d'escacs de Txèquia a Brno. El mateix any va guanyar a Berlín, i empatà al 5è-6è lloc a Praga (el campió fou Oldřich Duras). El 1908, va quedar 20è al fort torneig de Praga (guanyat per Duras i Carl Schlechter). El 1909, fou quart a Praga (campió: Duras). El 1910, empatà en els llocs 1r i 2n amb Ladislav Prokeš a Praga. El 1913, va guanyar a Berlín, i posteriorment fou segon rere Karel Hromádka, en el V Campionat d'escacs de Txèquia a Jungbunzlau (Mladá Boleslav).
El seu millor moment escaquístic es va produir entre 1914 i 1915, al voltant dels 31 anys, època en què estava entre els cinquanta millors jugadors del món.
Després de la Primera Guerra Mundial va participar en successius torneigs a Praga. El 1921, empatà en 1r-2n lloc amb Hromádka. El 1924, empatà al 4t-5è lloc (el campió fou Jan Schulz). El 1927, empatà als llocs 5è a 8è (el campió fou Hromádka). El 1929, quedà segon, rere Salo Flohr.